# Ben Cruachan
Der Ben Cruachan (Gälisch: Cruach na Beinne) ist mit 1.126 m (3.694 ft)  der höchste Berg in der Council Area Argyll and Bute im Südwesten Schottlands. Der gälische Name bedeutet etwa Berg der Bergspitzen. Neben dem gleichnamigen höchsten Gipfel des Massivs ist auch der 998 Meter hohe, etwas abgesetzt nordwestlich liegende Stob Diamh als Munro eingestuft. Die weiteren, teils ebenfalls über 1000 Meter hohen Gipfel des Massivs weisen keine ausreichende Eigenständigkeit auf und sind lediglich als Top eingeordnet. Durch seine Lage am südöstlichen Ende der sich von Rannoch Moor nach Südwesten erstreckenden Bergwelt bietet der Ben Cruachan eine Aussicht über weite Teile von Argyll and Bute sowie den südlichen Teil der Inneren Hebriden.
Das sich östlich von Taynuilt ungefähr in Ost-West-Richtung erstreckende Massiv des Ben Cruachan, dessen höchster Punkt den gleichen Namen trägt, liegt nördlich von Loch Awe und südöstlich des sich weit ins Landesinnere erstreckenden Meeresarms Loch Etive. In seinem oberen Bereich ist der Ben Cruachan mit Felsblöcken durchsetzt und steil. Von der Hauptkette des Massivs verlaufen kürzere Grate nach Süden und Norden, die wichtigsten Gipfel bilden zusammen eine auch als Cruachan Horseshoe bezeichnete Gipfelkette. Diese umschließt das Cruachan Reservoir, das obere Speicherbecken des Pumpspeicherkraftwerks Cruachan Power Station. Das von 1959 bis 1965 errichtete Kraftwerk nutzt das Gefälle zwischen dem lediglich auf 36 Metern Meereshöhe liegenden Loch Awe und dem rund 400 Meter höher liegenden Speicherbecken. 

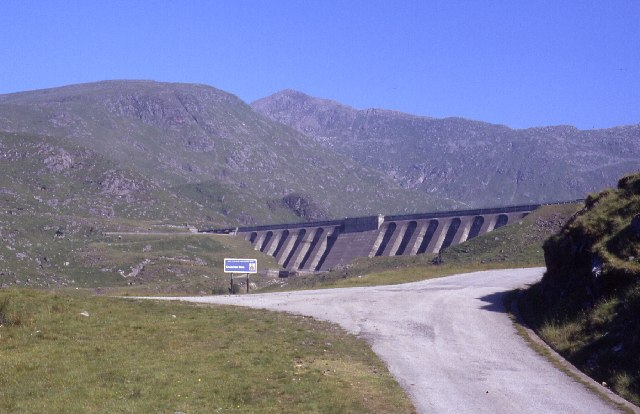
Blick zum Damm des Cruachan Reservoirs, im Hintergrund der Gipfel des Ben Cruachan
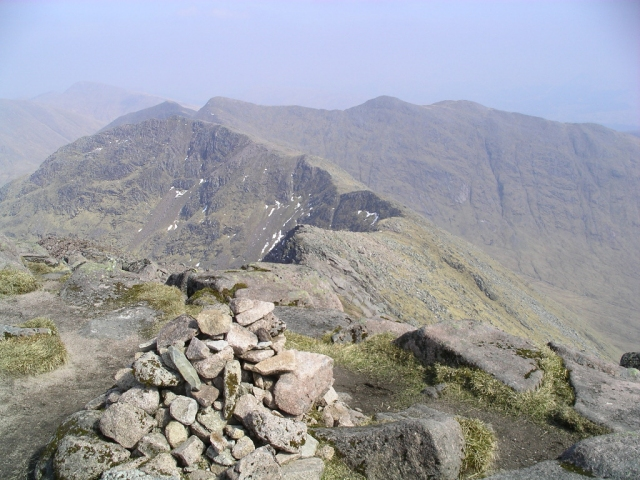
Der Gipfelcairn des Ben Cruachan, Blick nach Osten über den 1009 Meter hohen Vorgipfel des Drochaid Ghlas zum 998 Meter hohen Stob Diamh
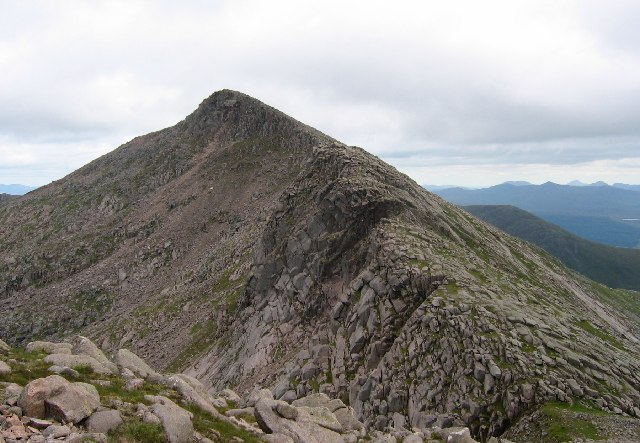
Blick vom westlich liegenden, 1104 Meter hohen Vorgipfel Stob Dearg zum Hauptgipfel des Ben Cruachan
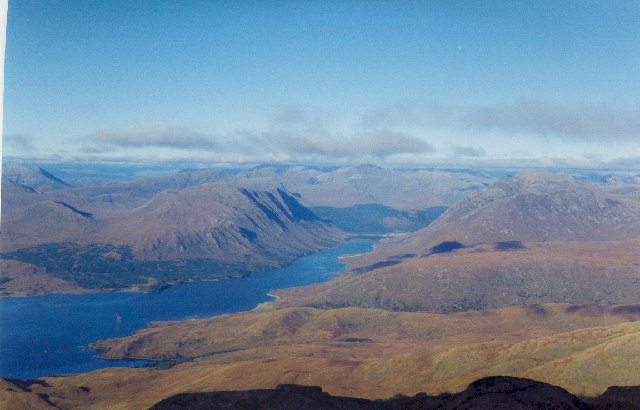
Blick vom Gipfel nach Norden über Loch Etive

Bestiegen wird der Ben Cruachan in der Regel von Süden, wobei viele Munro-Bagger das komplette Cruachan Horseshoe mit dem benachbarten Stob Diamh begehen. Ausgangspunkt ist der nur im Sommer bediente Eisenbahnhaltepunkt Falls of Cruachan mit dem Falls of Cruachan Railway Viaduct an der Zweigstrecke der West Highland Line nach Oban am Nordufer von Loch Awe. Entlang der Bahnstrecke verläuft hier am Fuß des Ben Cruachan auch die A85 von Perth nach Oban. Der Aufstieg verläuft entlang des  Allt Cruachan bis zum Damm des Reservoirs und weiter westlich des Reservoirs bis zu einem Bealach zwischen dem südlichen, 918 Meter hohen Vorgipfel Meall Cuanail und dem Hauptgipfel.  Dieser wird über einen steilen felsigen Grat erreicht. Der höchste Punkt wird durch einen Cairn markiert.